# El Charquillo, Veracruz
El Charquillo är en ort i Mexiko.   Den ligger i kommunen Chiconquiaco och delstaten Veracruz, i den sydöstra delen av landet, 240 km öster om huvudstaden Mexico City. El Charquillo ligger 2 037 meter över havet och antalet invånare är 243.
Terrängen runt El Charquillo är kuperad åt sydväst, men åt nordost är den bergig. El Charquillo ligger uppe på en höjd. Runt El Charquillo är det ganska tätbefolkat, med 100 invånare per kvadratkilometer. Närmaste större samhälle är Banderilla, 19,6 km sydväst om El Charquillo. I omgivningarna runt El Charquillo växer huvudsakligen savannskog.